# Vincenzo Mazzenga
Vincenzo Mazzenga (Alvito, 14 novembre 1865 – Alvito, 28 ottobre 1942) è stato un politico e agronomo italiano.

## Biografia
Laureatosi in giurisprudenza, non esercitò mai l'avvocatura, per dedicarsi completamente all'azienda di famiglia e in generale all'insegnamento dei metodi più aggiornati per migliorare l'agricoltura della provincia di Terra di Lavoro.
Più volte consigliere, assessore e sindaco del comune di Alvito, è stato anche consigliere provinciale dal 1892 al 1920. In seno al consiglio provinciale di Terra di Lavoro propose, fin dal 1892, l'istituzione delle Cattedre ambulanti di agricoltura, quando in Italia ne esisteva soltanto una a Rovigo. Detta istituzione fu, poi, realizzata anche nell'allora provincia di Caserta nel 1901, e precisamente a Caserta, Piedimonte d'Alife e Gaeta.
Durante la sua attività di consigliere provinciale, che lo vide raggiungere il vertice, con la presidenza della Deputazione Provinciale di Terra di Lavoro, carica che ricoprì dal 1916 al 1920, rivolse particolare cura alle soluzioni che consentissero di scardinare l'isolamento dei territori periferici, perorando il miglioramento delle comunicazioni sia stradali (nota la sua relazione sulla classifica stradale del 1907), sia ferroviarie, e avvertendo la necessità di allacciare progressivamente il traffico su gomma al trasporto su rotaia. In tal senso, ad esempio, avanzò proposte per il tratto stradale Pietravairano-Caianello-San Pasquale, per collegare il ponte sul Volturno alla stazione di Caianello, così come presentò un emendamento volto a migliorare il progetto di Alfonso Visocchi relativo alla realizzazione della ferrovia Sora-Atina-Cassino.
Non meno significativa fu l'attività umanitaria e filantropica di Mazzenga, che si esplicò attraverso la costituzione, direzione e vigilanza di comitati civili, asili infantili, patronati scolastici. Il suo nome, tuttavia, è legato soprattutto all'istituzione e al totale finanziamento di una colonia agricola per gli orfani dei contadini morti nella prima guerra mondiale, inaugurata nell'ottobre 1919, prima iniziativa del genere nella provincia di Terra di Lavoro. È stato insignito dell'onorificenza di commendatore dell'Ordine della Corona d'Italia.